# Bahnstrecke Kolbäck–Ludvika
| Bahnhof Hallstahammar |                      |                                                      |                                                      |
| Streckenlänge: | 110 km               |                                                      |                                                      |
| Spurweite: | 1435 mm (Normalspur) |                                                      |                                                      |
| Stromsystem: | 15 kV 16 2⁄3 Hz ~    |                                                      |                                                      |
| |                      |                                                      |                                                      |
| \| \| \| Västerdalsbanan von Vansbro \| \| \| \| 260,4 \| Björbo \| Björbo \| \| \| \| Västerdalsbanan nach Repbäcken \| \| \| \| 250,7 \| Salån \| Salån \| \| \| 245,7 \| Skallberget \| Skallberget \| \| \| 243,7 \| Kybäcksheden \| Kybäcksheden \| \| \| 236,4 \| Nyhammar \| Nyhammar \| \| \| 232,8 \| Grangärde \| Grangärde \| \| \| \| \| \| \| \| 228,9 \| Stensbo \| Stensbo \| \| \| 219,9 \| Brunnsvik \| Brunnsvik \| \| \| 217,7 \| Sörvik \| Sörvik \| \| \| \| Bergslagsbanan von Falun \| \| \| \| 212,7 \| Ludvika \| Ludvika \| \| \| \| Bergslagsbanan nach Vansbro \| \| \| \| 207,4 \| Norsbro \| Norsbro \| \| \| \| Nedra Hillen \| \| \| \| 203,0 \| Hagge \| Hagge \| \| \| 198,7 \| Morgårdshammar \| Morgårdshammar \| \| \| 196,4 \| Smedjebacken \| Smedjebacken \| \| \| 191,9 \| Vanhäll \| Vanhäll \| \| \| 185,3 \| Söderbärke \| Söderbärke \| \| \| 181,9 \| Västerbyhytta \| Västerbyhytta \| \| \| \| Södra Barken – Drehbrücke, 23 m bewegliche \| \| \| \| \| Spannweite von 1899, feste Brücke seit 1988[1] \| \| \| \| 176,7 \| Vad (ehem. Bhf) \| Vad (ehem. Bhf) \| \| \| 175,003 \| Finnhällan \| Finnhällan \| \| \| 167,2 \| Sembla \| Sembla \| \| \| 166,1 \| Fagersta Norra \| Fagersta Norra \| \| \| 165,9 \| Fagersta Bruk (bis 1947 Fagersta) \| Fagersta Bruk (bis 1947 Fagersta) \| \| \| \| Godsstråket genom Bergslagen von Frövi \| \| \| \| 163,7 \| Fagersta C (bis 1947 Västanfors) \| Fagersta C (bis 1947 Västanfors) \| \| \| \| \| \| \| \| \| Godsstråket genom Bergslagen nach Avesta Krylbo \| \| \| \| 158,1 \| Sundbo \| Sundbo \| \| \| \| Bahnstrecke Ängelsberg–Kärrgruvan \| \| \| \| \| \| \| \| \| 150,9 \| Ängelsberg \| Ängelsberg \| \| \| 140,5 \| Virsbo (bis 1891 Nordanö) \| Virsbo (bis 1891 Nordanö) \| \| \| 133,9 \| Seglingsberg \| Seglingsberg \| \| \| 129,2 26,8 \| Brattheden (ehem. Ramnäs / Ramnäs bruk / Pers.-Halt) \| Brattheden (ehem. Ramnäs / Ramnäs bruk / Pers.-Halt) \| \| \| \| \| \| \| \| \| \| \| \| \| \| Kolbäcksån, kombinierte Schienen-/Straßenbrücke \| \| \| \| \| Ramnäs bruk \| \| \| \| \| nach Tillberga (bis 1993) \| \| \| \| 24,0 \| Ramnäs (ehemals Ramnäs kyrkby, ab 1991) \| Ramnäs (ehemals Ramnäs kyrkby, ab 1991) \| \| \| 17,1 \| Surahammar \| Surahammar \| \| \| \| Surahammars Bruk \| \| \| \| 13,3 \| Klingbo \| Klingbo \| \| \| ~8,5 \| Bultenområdet \| Bultenområdet \| \| \| 6,3 \| Hallstahammar \| Hallstahammar \| \| \| \| E18 \| \| \| \| \| Mälarbanan von Stockholm C \| \| \| \| \| Västerås C \| \| \| \| \| Dingtuna \| \| \| \| \| \| \| \| \| 0,0 130,2 \| Kolbäck \| Kolbäck \| \| \| \| Kolbäcksån \| \| \| \| \| Bahnstrecke Kolbäck–Oxelösund \| \| \| \| \| Mälarbanan nach Örebro \| \| \| \| \| \| \| \| Quellen: [2][3][4][5] \| \| \| \| |                      |                                                      |                                                      |
| Strecke |                      | Västerdalsbanan von Vansbro                          | Västerdalsbanan von Vansbro                          |
| Dienststation / Betriebs- oder Güterbahnhof | 260,4                | Björbo                                               | Björbo                                               |
| Abzweig ehemals geradeaus und nach links |                      | Västerdalsbanan nach Repbäcken                       | Västerdalsbanan nach Repbäcken                       |
| Haltepunkt / Haltestelle (Strecke außer Betrieb) | 250,7                | Salån                                                | Salån                                                |
| Haltepunkt / Haltestelle (Strecke außer Betrieb) | 245,7                | Skallberget                                          | Skallberget                                          |
| Haltepunkt / Haltestelle (Strecke außer Betrieb) | 243,7                | Kybäcksheden                                         | Kybäcksheden                                         |
| Bahnhof (Strecke außer Betrieb) | 236,4                | Nyhammar                                             | Nyhammar                                             |
| Bahnhof (Strecke außer Betrieb) | 232,8                | Grangärde                                            | Grangärde                                            |
| Brücke über Wasserlauf (Strecke außer Betrieb) |                      |                                                      |                                                      |
| Bahnhof (Strecke außer Betrieb) | 228,9                | Stensbo                                              | Stensbo                                              |
| Haltepunkt / Haltestelle (Strecke außer Betrieb) | 219,9                | Brunnsvik                                            | Brunnsvik                                            |
| Haltepunkt / Haltestelle (Strecke außer Betrieb) | 217,7                | Sörvik                                               | Sörvik                                               |
| Abzweig ehemals geradeaus und von links |                      | Bergslagsbanan von Falun                             | Bergslagsbanan von Falun                             |
| Bahnhof | 212,7                | Ludvika                                              | Ludvika                                              |
| Abzweig geradeaus und nach rechts |                      | Bergslagsbanan nach Vansbro                          | Bergslagsbanan nach Vansbro                          |
| ehemaliger Haltepunkt / Haltestelle | 207,4                | Norsbro                                              | Norsbro                                              |
| Brücke über Wasserlauf |                      | Nedra Hillen                                         | Nedra Hillen                                         |
| ehemaliger Bahnhof | 203,0                | Hagge                                                | Hagge                                                |
| ehemaliger Bahnhof | 198,7                | Morgårdshammar                                       | Morgårdshammar                                       |
| Bahnhof | 196,4                | Smedjebacken                                         | Smedjebacken                                         |
| ehemaliger Haltepunkt / Haltestelle | 191,9                | Vanhäll                                              | Vanhäll                                              |
| Bahnhof | 185,3                | Söderbärke                                           | Söderbärke                                           |
| ehemaliger Haltepunkt / Haltestelle | 181,9                | Västerbyhytta                                        | Västerbyhytta                                        |
| Brücke über Wasserlauf |                      | Södra Barken – Drehbrücke, 23 m bewegliche           | Södra Barken – Drehbrücke, 23 m bewegliche           |
| Strecke |                      | Spannweite von 1899, feste Brücke seit 1988          | Spannweite von 1899, feste Brücke seit 1988          |
| Haltepunkt / Haltestelle | 176,7                | Vad (ehem. Bhf)                                      | Vad (ehem. Bhf)                                      |
| ehemaliger Haltepunkt / Haltestelle | 175,003              | Finnhällan                                           | Finnhällan                                           |
| ehemaliger Haltepunkt / Haltestelle | 167,2                | Sembla                                               | Sembla                                               |
| Haltepunkt / Haltestelle | 166,1                | Fagersta Norra                                       | Fagersta Norra                                       |
| ehemaliger Bahnhof | 165,9                | Fagersta Bruk (bis 1947 Fagersta)                    | Fagersta Bruk (bis 1947 Fagersta)                    |
| Abzweig geradeaus und von rechts |                      | Godsstråket genom Bergslagen von Frövi               | Godsstråket genom Bergslagen von Frövi               |
| Bahnhof | 163,7                | Fagersta C (bis 1947 Västanfors)                     | Fagersta C (bis 1947 Västanfors)                     |
| Strecke von links · Abzweig geradeaus und nach rechts |                      |                                                      |                                                      |
| Strecke nach links · Kreuzung geradeaus unten |                      | Godsstråket genom Bergslagen nach Avesta Krylbo      | Godsstråket genom Bergslagen nach Avesta Krylbo      |
| ehemaliger Haltepunkt / Haltestelle | 158,1                | Sundbo                                               | Sundbo                                               |
| Abzweig geradeaus und von links |                      | Bahnstrecke Ängelsberg–Kärrgruvan                    | Bahnstrecke Ängelsberg–Kärrgruvan                    |
| Brücke über Wasserlauf |                      |                                                      |                                                      |
| Bahnhof | 150,9                | Ängelsberg                                           | Ängelsberg                                           |
| Bahnhof | 140,5                | Virsbo (bis 1891 Nordanö)                            | Virsbo (bis 1891 Nordanö)                            |
| ehemaliger Haltepunkt / Haltestelle | 133,9                | Seglingsberg                                         | Seglingsberg                                         |
| Dienststation / Betriebs- oder Güterbahnhof | 129,2 26,8           | Brattheden (ehem. Ramnäs / Ramnäs bruk / Pers.-Halt) | Brattheden (ehem. Ramnäs / Ramnäs bruk / Pers.-Halt) |
| Brücke über Wasserlauf |                      |                                                      |                                                      |
| Strecke von links · Abzweig geradeaus und nach rechts |                      |                                                      |                                                      |
| Brücke über Wasserlauf · Strecke |                      | Kolbäcksån, kombinierte Schienen-/Straßenbrücke      | Kolbäcksån, kombinierte Schienen-/Straßenbrücke      |
| Betriebsstelle Streckenende · Strecke |                      | Ramnäs bruk                                          | Ramnäs bruk                                          |
| Abzweig geradeaus und ehemals nach links |                      | nach Tillberga (bis 1993)                            | nach Tillberga (bis 1993)                            |
| Haltepunkt / Haltestelle | 24,0                 | Ramnäs (ehemals Ramnäs kyrkby, ab 1991)              | Ramnäs (ehemals Ramnäs kyrkby, ab 1991)              |
| Bahnhof | 17,1                 | Surahammar                                           | Surahammar                                           |
| Abzweig geradeaus und von rechts |                      | Surahammars Bruk                                     | Surahammars Bruk                                     |
| ehemaliger Haltepunkt / Haltestelle | 13,3                 | Klingbo                                              | Klingbo                                              |
| Abzweig geradeaus und nach rechts | ~8,5                 | Bultenområdet                                        | Bultenområdet                                        |
| Bahnhof | 6,3                  | Hallstahammar                                        | Hallstahammar                                        |
| Brücke |                      | E18                                                  | E18                                                  |
| Strecke · Strecke |                      | Mälarbanan von Stockholm C                           | Mälarbanan von Stockholm C                           |
| Strecke · Bahnhof |                      | Västerås C                                           | Västerås C                                           |
| Strecke · Haltepunkt / Haltestelle |                      | Dingtuna                                             | Dingtuna                                             |
| Abzweig geradeaus, nach links und von links · Strecke nach rechts |                      |                                                      |                                                      |
| Bahnhof | 0,0 130,2            | Kolbäck                                              | Kolbäck                                              |
| Brücke über Wasserlauf |                      | Kolbäcksån                                           | Kolbäcksån                                           |
| Abzweig geradeaus und nach links |                      | Bahnstrecke Kolbäck–Oxelösund                        | Bahnstrecke Kolbäck–Oxelösund                        |
| Strecke |                      | Mälarbanan nach Örebro                               | Mälarbanan nach Örebro                               |
| |                      |                                                      |                                                      |
| Quellen: |                      |                                                      |                                                      |

Die Bahnstrecke Kolbäck–Ludvika ist eine elektrifizierte, eingleisige, normalspurige Eisenbahnstrecke in Schweden. Sie zweigt bei Kolbäck von der heutzutage als Mälarbanan bezeichneten Strecke ab und trifft in Ludvika auf die Bergslagsbanan. Die Strecke wird von der schwedischen Transportbehörde Trafikverket als Bergslagspendeln bezeichnet. Der ursprünglich bis Vansbro führende nördliche Teil der Strecke ist zwischen Ludvika und Björbo abgebaut, der Abschnitt Björbo–Vansbro wird heute zur Västerdalsbanan gezählt.

## Geschichte

### Vorgeschichte
Um den gerade im Sommer beschwerlichen Transport des in der Region Bergslagen reichlich geförderten Eisenerzes zu den Häfen am Mälarsee zu erleichtern, wurde im 18. Jahrhundert der Strömsholm-Kanal gebaut und 1795 eröffnet. Dieser Kanal verband mehrere Seen im Verlauf des Flusses Kolbäcksån und ermöglichte den Transport per Schiff zwischen Smedjebacken am See Barken und dem Mälarsee bei Kolbäck. Oberhalb Smedjebackens war der Kolbäcksån nicht mehr schiffbar zu machen. Um auch die höher gelegenen Regionen besser zu erschließen, wurde daher im 19. Jahrhundert zwischen Ludvika und Smedjebacken eine der ersten Eisenbahnstrecken Schwedens, die Schmalspurbahn Wessman–Barkens Jernväg mit einer Spurweite von 1188 mm gebaut und 1860 eröffnet.
1857 wurde entschieden, die staatliche Bahnstrecke Västra Stambanan zwischen Stockholm und Göteborg nicht am nördlichen Ufer, sondern südlich des Mälaren zu bauen. Unter maßgeblicher Beteiligung der Städte Stockholm und Västerås wurde daher 1871 die private Eisenbahngesellschaft Stockholm-Westerås-Bergslagens Jernvägsaktiebolag (SWB, später SVB) gegründet, um die Städte nördlich des Mälarsees untereinander, mit der Region Bergslagen sowie mit Stockholm zu verbinden. Die SWB wählte als Ausgangspunkt für ihre Strecken den kleinen Ort Tillberga nördlich von Västerås, der sich damit schnell zu einem Eisenbahnknoten entwickelte. 1875 wurden zunächst die Strecken Tillberga–Köping und Tillberga–Sala eröffnet.

### Streckenbau
1876 wurde der Abschnitt Tillberga–Ängelsberg über Ramnäs eröffnet, zeitgleich mit der Strecke Tillberga–Tomteboda, die über die damals Norra stambanan genannte Strecke die Verbindung nach Stockholm herstellte. In Ängelsberg wurde die Strecke mit der von der Gesellschaft Norbergs Nya Järnvägsaktiebolag betriebenen, ehemals schmalspurigen Bahnstrecke Ängelsberg–Kärrgruvan verbunden, die im Jahr 1876 auf Normalspur umgespurt wurde.
Um den Knotenpunkt Tillberga zu entlasten und die zu dieser Zeit bedeutenden Industrieorte Surahammar und Hallstahammar anzubinden, wurde 1899 eine Verbindungsstrecke von Ramnäs nach Kolbäck eröffnet. Gleichzeitig wurde der Bau in nördlicher Richtung über Ängelsberg hinaus vorangetrieben, im Jahr 1900 wurde in Ludvika die seit 1875 bestehende Bergslagsbana erreicht. Zwischen Smedjebacken und Ludvika verlief die normalspurige SWB-Strecke nahezu parallel zur schmalspurigen Wessman-Barkens Järnväg. 1903 übernahm SWB die Schmalspurbahn und legte sie anschließend still. In den folgenden Jahren wurde die Strecke über Ludvika hinaus über Nyhammar und Björbo bis Vansbro verlängert. 1922 übernahm SWB die Norbergs Nya Järnvägsaktiebolag.

### Verstaatlichung und Elektrifizierung
Im Jahr 1944 wurde die SWB verstaatlicht und ein Jahr später in die staatliche Eisenbahngesellschaft SJ eingegliedert. Bis 1956 wurde die Strecke Tillberga–Ludvika und die Zweigstrecke Ängelberg–Snyten elektrifiziert. Die Verbindungsstrecke Ramnäs–Kolbäck erhielt zunächst keinen Fahrdraht.

### Stilllegungen
In den 1960er Jahren wurde der Gesamtverkehr auf dem Abschnitt Nyhammar–Björbo sowie der Personenverkehr auf den Abschnitten Ludvika–Nyhammar und Kolbäck–Ramnäs stillgelegt. 1985 folgte die Stilllegung des Güterverkehrs auf dem Abschnitt Ludvika–Nyhammar.

### Wiederinbetriebnahme alsBergslagspendeln
Im November 1991 erfolgte unter Regie der regionalen Nahverkehrsgesellschaft Västmanlands Lokaltrafik die Wiederaufnahme des Personenverkehrs zwischen Ludvika und Västerås unter dem Namen Bergslagspendeln. Der Abschnitt Ramnäs–Kolbäck wurde dazu elektrifiziert und die Städte Surahammar und Hallstahammar erhielten erstmals seit den 1960er Jahren wieder Personenverkehr auf der Schiene. Die Züge mussten dabei zunächst jeweils in Kolbäck wenden, bis 1993 eine neue Verbindungskurve östlich von Kolbäck in Betrieb ging, die es erlaubte, von Hallstahammar aus direkt nach Västerås durchzufahren.

## Heutiger Betrieb
Seit 2001 wird der Personenverkehr von der regionalen Eisenbahngesellschaft Tåg i Bergslagen organisiert. Gefahren wird mit Triebwagen des Typs Bombardier Regina und SJ X12. An Werktagen tagsüber verkehren Züge zwischen Ludvika und Fagersta im Zweistundentakt, ab Fagersta bis Västerås im Stundentakt. An Wochenenden und Feiertagen besteht Zweistundentakt auf der ganzen Strecke. Güterverkehr erfolgt hauptsächlich zu den Industriebetrieben entlang der Strecke, es fahren aber gelegentlich auch durchgehende Güterzüge, meist über Ängelsberg–Snyten nach bzw. von Avesta Krylbo.